# 高宮彩織
高宮 彩織（たかみや さおり、7月23日 - ）は、日本の女性声優。福岡県出身。アクセルワンジュニア所属。

## 人物
2014年4月1日にアクセルワン所属。
方言は博多弁。声種はメゾソプラノ。資格は華道脇教授3級。趣味は街巡り、建築物鑑賞、ミュージカル鑑賞。特技は早起き、お菓子選び。

## 出演

### テレビアニメ
2015年
- 長門有希ちゃんの消失（テレビ番組出演者）
- K RETURN OF KINGS（キャスター）

2016年
- ジョーカー・ゲーム（有崎晃〈子供時代〉）

2017年
- アトム ザ・ビギニング（アナウンサーの声）
- ベルセルク（村人）
- DYNAMIC CHORD（ナース）

2018年
- 狐狸之声（フーリの母親）

2021年
- 海賊王女（アンジー）

2022年
- 異世界美少女受肉おじさんと（神宮寺司〈小学生〉、子供）

2023年
- THE MARGINAL SERVICE（境界人）
- 英雄教室（上級クラス、下級クラス、女子生徒、食堂のおばさん）
- はめつのおうこく（魔女、アウレア）

2024年
- キングダム（子ども〈男の子〉）
- 名探偵コナン（女性）

2025年
- 天久鷹央の推理カルテ
- トリリオンゲーム（女子学生）
- 空色ユーティリティ（スタッフ）
- LAZARUS ラザロ（女）

### 劇場アニメ
- 劇場版 黒執事 Book of the Atlantic（2017年）
- 二ノ国（2019年、電話応答）
- 空の青さを知る人よ（2019年）

### Webアニメ
- RWBY VOL5
- ポケモンジェネレーションズ（2017年、アロエ）
- ただいま!ちびゴジラ（2020年、ちびギドラ[9]）

### ゲーム
2014年
- Photograph Journey〜恋する旅行・愛知編&京都編〜

2015年
- あやかしごはん〜おかわりっ!〜（彗）
- クイズRPG 魔法使いと黒猫のウィズ（トキモリ・ウガイヤ）
- 戦国修羅SOUL
- DYNAMIC CHORD feat.KYOHSO（城坂小宵里）
- Photograph Journey〜恋する旅行・新潟編&北海道編〜
- Re:BIRTHDAY SONG〜恋を唄う死神〜

2016年
- 彗星のアルナディア（サンディ）
- ゴクジョッ。〜極楽院女子高寮物語〜 奪! パンツこれくしょん
- DYNAMIC CHORD feat.［rêve parfait］Append Disc
- Blackish House sideA→（神田麗子）

2017年
- League of Angels II - リーグオブエンジェルズ2（グレイシア、リン、主人公女）

2020年
- ソードアート・オンライン アリシゼーション リコリス

2021年
- あやかし幼稚園（白無常）

2022年
- Horizon Forbidden West

2025年
- D.C. Re:tune 〜ダ・カーポ〜 リチューン（霧塔涼音）

### ドラマCD
- ALIVEシリーズ「異世界奇譚 月花神楽 -青と緑の物語-」第一巻/青藍の章」
- ALIVEシリーズ「異世界奇譚 月花神楽 -青と緑の物語-」第二巻/浅葱の章」
- レムナント5-獣人オメガバース-（婦人A）

### BLCD
- 嫌いな奴とくっつく魔法にかかる話（千里の母）

### 吹き替え

#### 映画
- アースクエイクバード
- アース・フォール JIU JITSU（カルメン〈ジュージュー・チャン〉[14]）
- アイリッシュマン（ペギー・シーラン〈アンナ・パキン〉）
- アクシデントマン（ジェーン〈エイミー・ジョンストン〉）
- A-X-L/アクセル（サラ・レイエス〈ベッキー・G〉）
- アドベンチャー・オブ・アラジン（シャーザディ）
- アンカット・ダイヤモンド（ジュリア〈ジュリア・フォックス〉）
- いつかはマイ・ベイビー
- インフィニット 無限の記憶
- ヴェノム:レット・ゼア・ビー・カーネイジ[15]
- エアフォース（ナトラ・ハムザ〈サーラー・アリ〉）
- 80 For Brady : エイティ・フォー・ブレイディ
- エイリアン・アサシン（サラ〈シャノン・ハッチンソン〉）
- OUIJA（キャロル）
- オールド・ダッド
- 俺たち喧嘩スケーター2: 最後のあがき（メアリー〈エリシャ・カスバート〉 他）
- カウンターアタック 反撃（モー・バイ〈ジアン・イーイー〉）
- 唐獅子仮面/LION-GIRL（佐那）
- 華麗なるリベンジ（ハナの母）
- クリムゾン・レイド（エバ〈ソフィア・オーゼロヴァ〉）
- グレイマン[16]
- 心のカルテ（パール）
- ゴジラ キング・オブ・モンスターズ（ゴールドP5[17]）
- ゴースト・ストーリーズ 英国幽霊奇談（グッドマン〈少年時代〉）
- コスメティック・ウォー わたしたちがBOOSよ!
- サバイバー（ナオミ・ローゼンバーグ）
- 猿の惑星/キングダム[18]
- 史上最高のカンパイ! 戦地にビールを届けた男
- シャザム!（証言する女1[19]）※劇場公開版
- ジャック・リーチャー NEVER GO BACK
- スパイ・コード:CICADA 3301（グウェン〈コナー・レスリー〉）
- セーヌ川の水面の下に（ミカ〈レア・レヴィアン〉[20]）
- ゾンビ・サファリパーク（セイディ）
- ダーク・スクール（イジー〈イザベル・ファーマン〉）
- タイムリーパー 未来の記憶（アンジェラ〈マグダ・アパノヴィッチ〉）
- 多重人格ストリッパー フランキー&アリス（マキシン〈チャンドラ・ウィルソン〉）
- 出会いと別れと、その間のすべて
- DAY ZERO/デイ・ゼロ（シェリル〈メアリー・ジーン・ラスティモーサ〉）
- デンジャラス・プレイス（クロエ・リチャーズ〈アシュリー・グリーン〉）
- トゥループ・ゼロ-夜空に恋したガールスカウト-
- ドミノ（ルース[21]）
- ドライブ・トゥ・ヘル（ミラ）
- ノー・セインツ 報復の果て（イネス〈シャニン・ソサモン〉[22]）
- パーフェクト・デート
- バッド・ディシジョン 終わりなき悪夢のはじまり
- 密かな企み
- ヒュービーのハロウィーン（エリー）
- フォーリング・フォー・クリスマス
- ブリグズビー・ベア（オーブリー）
- ベラのワンダフル・ホーム（グリニス）
- ボイリング・ポイント/沸騰（メアリー〈ローズ・エスコダ〉）
- 僕の世界の中心は（カット〈スヴェニア・ヤング〉）
- 埋葬
- 魔界戦記 雪の精と闇のクリスタル（魔王）
- Mank/マンク
- Mr.＆Mrs.スパイ G（アレックス）
- ミッドサマー（インガ〈ジュリア・ラグナルソン〉[23]）

#### ドラマ
- ARMORED SAURUS アーマードサウルス シーズン2
- アウトブレイク 感染拡大（サブリナ〈ローレンス・デシェーヌ〉）
- アブセンシア 〜FBIの疑心〜 シーズン2（エリカ）
- イージー シーズン3
- ウィッチャー
- NCIS:LA 〜極秘潜入捜査班 シーズン6
- FBI: Most Wanted 〜指名手配特捜班〜
- LA's FINEST/ロサンゼルス捜査官
- オルタード・カーボン シーズン2
- カウボーイビバップ
- カオスなサマー シーズン2（レン）
- ギフテッド 新世代X-MEN誕生
- ギルデッド・エイジ -ニューヨーク黄金時代-（アーデルハイド）
- クープ&キャミ どっちがイイ?（タラ）
- クラウデッド・ルーム
- クリックベイト（ジャニーン）
- ゴーストライター
- ゴシップガール（ウェンディ）
- ザ・ウィドウ 〜真実を求めて〜（アディジャ）
- ザ・コミー・ルール 元FBI長官の告白
- 殺人者のパラドックス
- ザ・ボーイズ（クイーン・メイヴ / マギー・ショウ〈ドミニク・マケリゴット〉、ベッカ）
- ザ・ラウデスト・ボイス-アメリカを分断した男-（スザンヌ・スコット）
- シーズ・ガッタ・ハヴ・イット（エリー）
- シカゴ P.D.（ナディア〈ステラ・メイヴ〉）
- シカゴ・ファイア シーズン6（リリー 他）
- ジニー&ジョージア（シンシア）
- シャイニング・ガール
- 神話クエスト:レイヴンズ・バンケット (レイチェル〈アシュリー・バーチ〉）
- SUITS/スーツ（スーザン）
- ダイバーズ・クラブ（カミール〈フェニックス・メンドーサ〉）
- タイムレス シーズン2
- 脱出おひとり島（カン・ソヨン）
- たった一人の私の味方（チャン・ダヤ〈ユン・ジニ〉）
- Channel ZERO: ブッチャーズ・ブロック（アリス）
- ツイステッド・メタル
- ディキンスン 〜若き女性詩人の憂鬱〜（アバイア）
- ディスカバリー・オブ・ウィッチズ（ソフィ・ウィルソン）
- ドラキュラ伯爵
- ナルコス:メキシコ編 シーズン2（ダニー）
- ノーザン・レスキュー（ラジ）
- ハイスクール・ミュージカル:ザ・ミュージカル（リリー）
- ピーキー・ブラインダーズ（スイング）
- フォー・オール・マンカインド シーズン2 (ケリー・ボールドウィン〈シンシー・ウー〉）
- 保健教師アン・ウニョン
- メア・オブ・イーストタウン/ある殺人事件の真実（ブリアナ、ライアン）
- モスキート・コースト
- Lupin/ルパン パート3
- レオナルド 〜知られざる天才の肖像〜（リザ）
- ロック&キー シーズン2

#### テレビ番組
- 教えて?ネコのココロ
- ストリート・グルメを求めて
  - タイ：バンコク
  - インドネシア：ジョグジャカルタ（レオナルダ）
  - 韓国：ソウル（サンミ）
  - フィリピン：セブ（ルビリン）
- パーフェクト・スイーツ: 究極のケーキチャレンジ
- ハイスコア: ゲーム黄金時代（カレン・ローソン）
- フィジカル100：アンダーグラウンド（カン・ソヨン、パク・ダソル）
- ラスト・バレー・レストーラー: 修復は俺たちに任せろ!
- ワッフルとモチ（ラシダ・ホームズ）

#### アニメ
- アンダン 〜時を超える者〜（ベッカ）
- インビンシブル 〜無敵のヒーロー〜（レイ、オルガ）
- ジャスティス・リーグ x RWBY スーパーヒーロー＆ハンターズ（グリーンランタン）
- ドラゴンズドグマ
- 失くした体
- ハムスターとグレーテル
- パンダのシズカ
- ラブ、デス&ロボット

### デジタルコミック
- 転生しても嫌われ王子だったので関係修復頑張ります。（2023年、リリアン、ブライス、貴族の女性1[24]）

### ボイスオーバー
- 世界ぶっとび映像グランプリ 〜ちょっと日本では考えられません〜
- BSプレミアム
  - 2度目の台湾 台南編〜おこづかい3万円で充実旅〜
  - 2度目のマカオ〜おこづかい3万円で充実旅〜
  - 2度目のバルセロナ〜おこづかい4万円で充実旅〜
  - 2度目のサンフランシスコ〜おこづかい5万円で充実旅〜
  - 2度目のベトナム〜おこづかい3万円で充実旅〜
  - 2度目のローマ〜おこづかい5万円で充実旅〜

### その他コンテンツ
- 小学館 名作文芸朗読「月かげ」（ナレーション）
- YouTube]「特発性血小板減少性紫斑病(ITP)患者さん、マチコさんのストーリー」
- ボイスコミック「転生しても嫌われ王子だったので関係修復頑張ります。」